# Свиссотель Красные Холмы
«Свѝссоте́ль Кра́сные Холмы́» — 34-этажная гостиница в центре Москвы, расположенная на Садовом кольце, на стрелке между Москвой-рекой и Водоотводным каналом. На момент открытия в июле 2005 года являлась самой высокой гостиницей Москвы. Зданием владеет ООО «Отель Москва — Красные Холмы» (основной акционер — турецкая компания Enka), гостиницей управляет швейцарская компания Swissôtel Hotels & Resorts.
Здание гостиницы построено по проекту «Товарищества театральных архитекторов» под руководством Юрия Гнедовского совместно с международной архитектурной компанией Woods Bagot и является доминантной частью делового комплекса «Красные Холмы», в который также входят Дом музыки и бизнес-центр «Риверсайд-тауэрс».
Панорамный бар-ресторан «Сити Спейс», расположенный на 34-м этаже отеля, стал первым российским рестораном, включенным в престижный рейтинг World's 50 Best Bars 2011.

## Описание
Дизайн интерьеров отеля выполнен компанией BBG-BBGM, работающей в сфере гостиничного дизайна премиум-класса. В 2013 году австралийское дизайн-агентство Studioaria приняло участие в реновации отеля и создании самого просторного номера отеля «Пентхаус», площадь которого составила 272 м².
На верхнем этаже отеля на высоте 140 метров находится панорамный бар-ресторан «Сити Спейс» с обзором в 360°, который неоднократно завоёвывал различные награды.
В конце декабря 2015 года бронирование номеров в отеле было приостановлено, что связывают с изменением политического отношения России к Турции после гибели российского бомбардировщика Су-24 и его экипажа. 12 января 2016 года отель возобновил свою работу.

## Критика
Министр культуры России Александр Авдеев в 2008 году подверг резкой критике архитекторов, допустивших строительство отеля, который, по его мнению разрушил ландшафтную панораму Красной площади и не исключил в будущем его сноса:
на заседании Государственной Думы я критиковал архитекторов, которые спланировали, а затем строители построили башню Дом музыки и гостиницу рядом с ним, которая неожиданно оказалась видна с Красной площади и на фоне Василия Блаженного и испортила весь вид. Тоже, кстати, вид, находящийся под охраной ЮНЕСКО. Это безобразие. И мы потеряли эту уникальную панораму Красной площади, если мы смотрим на неё со стороны Исторического музея
Министр нашёл ситуацию, возникшую с постройкой гостиницы, схожей с той что сложилась в Париже с появлением Монпарнасской башни:
Французское гражданское общество уже ставит вопрос о возможности разбора этой башни. Думаю, рано или поздно башня будет разобрана, и сам инициатор этого проекта, в бытность свою мэром Парижа, предыдущий французский президент соглашается с этими аргументами. Я думаю, рано или поздно это может произойти, когда мы созреем и станем нормальным гражданским обществом, и с башней рядом с Домом музыки
На заседании Государственной Думы 2 июня 2008 года министр Авдеев потребовал «жестко спросить» с тех, кто допустил строительство гостиницы, испортившей ландшафтный вид Красной площади.

## Награды
- «Лучший дизайнерский отель» по версии журнала Lodging Hospitality Magazine (2005)
- «Ведущий отель России» по версии Всемирной туристической ассоциации (2007, 2008, 2009, 2010)[12]
- «Лучший бизнес-отель России» — российская туристическая премия «Золотой меридиан» (2008, 2009)[13]
- «Лучший отель для корпоративных клиентов» — премия Академии делового туризма, 2009[14]
- «Один из лучших отелей мира» по версии сайта Expedia (2009)[15]
- «Ведущий отель мира по организации мероприятий» по версии Всемирной туристической ассоциации (2011)[12]
- «Ведущий городской отель Европы» по версии Всемирной туристической ассоциации(2011)[12]
- «Ведущий бизнес-отель России» по версии Всемирной туристической ассоциации (2011, 2014, 2016, 2017)[12]
- «Ведущий бизнес-отель России класса люкс» по версии Всемирной туристической ассоциации (2016, 2017)[12]
- Один из 25 лучших отелей России по версии Tripadvisor Travelller’s Choice 2016[16]
- Один из 25 лучших отелей России класса «люкс» по версии Tripadvisor Travelller’s Choice 2016, 2017, 2018[17]
- Один из 25 отелей России с лучшим сервисом по версии Tripadvisor Travelller’s Choice 2016, 2017[18]
- «Лучший отель России класса люкс» — Luxury Travel Guide Awards 2017[19]
- «Лучший отель мира класса люкс» — Luxury Travel Guide Awards 2017[19]
- «Лучший сервис» — Travel & Hospitality Awards 2017[20]
- «Лучший бизнес-отель России» — Global Brands Magazine 2017[21]
- «Ведущий бизнес-отель России» по версии Всемирной туристической ассоциации (2011, 2016, 2017)[12]
- «Лучший современный отель класса люкс 2017» — World Luxury Hotel Awards 2017[22]
- «Отель с лучшим панорамным видом 2017» — World Luxury Hotel Awards 2017[22]

Награды бара «Сити Спейс»
- «Один из 10 лучших баров мира» (Bartender’s Guide 2008).
- «Лучшая скорость и вкус» (World Class Bartender of the Year 2009)
- «Один из 50 лучших баров мира» (Drinks International 2011),
- «Лучший бармен России» (World Class Bartender of the Year 2011)
- «Лучший бар при отеле» (Barproof Professional Awards 2016)[23]
- «Лучший бармен России» (Ultimate Monin Cup 2016)
- «Лучший бармен России» (World Cocktail Championship 2016)